# Nachtegaalkarekiet
De nachtegaalkarekiet (Acrocephalus luscinius) is een uitgestorven zangvogel uit de familie van Acrocephalidae. Het was een endemische vogelsoort uit Micronesië.

## Herkenning
De vogel is 18 centimeter lang en weegt gemiddeld 35,9 (mannetjes) en 32 (vrouwtjes) gram. Het is een karekiet van het formaat van de grote karekiet, maar dan met een opvallend lange snavel. De karekiet heeft een donkere oogstreep en een gele wenkbrauwstreep en is van boven roestbruin en op de buik en borst roomkleurig. De snavel is van boven grijszwart en van onder vleeskleurig roze. De poten zijn grijsblauw. De vogel heeft een kenmerkende zang die zowel elementen bevat van het krassende geluid van andere karekieten, als het gekweel van een nachtegaal. Bovendien zingt deze karekiet vaak 's nachts. Daaraan ontleent de vogel zijn naam.

## Verspreiding en leefgebied
De nachtegaalkarekiet kwam van oudsher voor op Guam, Saipan, Alamagan, Aguijan en Pagan in de Noordelijke Marianen.
Het leefgebied bestond uit een mozaïekvormig landschap waarin hoge grassoorten, riet, (mangrove)bos en houtige struiken, uit onder andere het geslacht Hibiscus, elkaar afwisselen.

## Status
De nachtegaalkarekiet had een zeer klein verspreidingsgebied en daardoor is de soort uitgestorven. De grootte van de wereldpopulatie werd in 2009 nog optimistisch geschat op circa 3700 individuen, hoewel de laatste goed gedocumenteerde waarneming dateerde uit 1969. Op Guam verdween deze karekiet in de jaren 1960 en op Pagan vóór 1981 door vernietiging van het leefgebied door drooglegging en afbranden, predatie door de ingevoerde bruine nachtboomslang (Boiga irregularis) en gebruik van chemische bestrijdingsmiddelen. Op de andere eilanden handhaafde zich waarschijnlijk wat langer kleine populaties, maar ook daar werd het leefgebied aangetast en vestigde zich slangenpopulaties. Om deze redenen staat de nachtegaalkarekiet sinds 2016 als uitgestorven op de Rode Lijst van de IUCN.